# João Pavão Martins
João Pavão Martins (nascido em 18 de Janeiro de 1952) é é Professor Emérito no Instituto Superior Técnico (IST) onde foi Professor Catedrático no Departamento de Engenharia Informática durante 30 anos (1992 a 2022).
Foi uma das pessoas por detrás da criação da Licenciatura em Engenharia Informática no Instituto Superior Técnico em 1988 e um dos fundadores do Departamento de Engenharia Informática nesse mesmo instituto em 1998. 
Entre 2002 e 2004, foi Director do Departamento de Engenharia Informática no Instituto Superior Técnico, tendo iniciado em 2009 um segundo mandato de dois anos.
João Pavão Martins é também um empreendedor da indústria de software.
Em 1986, juntamente com Ernesto Morgado, fundou a SISCOG - Sistemas Cognitivos, SA, uma empresa dedicada a aplicações de Inteligência Artificial. Em conjunto, têm levado a empresa a desenvolver e instalar uma série de sistemas de software complexos em empresas de caminhos-de-ferro e metropolitano em diferentes países. Estes sistemas planeiam e gerem mais de 20,000 pessoas, afectam a vida de milhões de passageiros e têm sido premiados por diversas organizações europeias e americanas de prestígio.
João Pavão Martins tem uma Licenciatura em Engenharia Mecânica (1976) do Instituto Superior Técnico, um Mestrado em Informática (1979) e um Doutoramento (Ph.D.) em Inteligência Artificial (1983) da Universidade Estatal de Nova Iorque em Buffalo.
João Pavão Martins é também autor e co-autor dos seguintes livros publicados:
- EPIA-89 Proceedings, Lecture Notes in Artificial Intelligence, Vol. 390, Heidelberg, West Germany: Springer-Verlag, 1989 (Martins, J.P. e Morgado, E.M.)[2]

- Introduction to Computer Science using PASCAL, Wadsworth Inc., 1989 (Martins, J. P) [3]
- An AI-Based Approach to Crew Scheduling, Proc. IEEE Conference on AI Applications - CAIA 93, 1993 (Martins, J.P. e Morgado, E.M.)[4]

- Introdução à Programação usando o PASCAL, McGraw-Hill Portugal, 1994 (João Pavão Martins)[5]
- Programação em Scheme, IST Press, 2004 (Martins, J. P e Cravo, Maria dos Remédios)[6]
- The Chronicle of the Fountain Pen, Schiffer Publishing Ltd., 2007 (Martins, J. P; Leite,Luiz e Gagean, António)[7]
- Meerschaum Pipes@ebay (1999-2010), www.blurb.com, 2010 (Martins J. P. (ed.))[8]
- Pipes@ebay (1999-2010), www.blurb.com, 2010 (Martins J. P.)[9]
- Parker: An Illustrated History, www.blurb.com, 2011 (Martins J. P., Leite L. e Gagean A.)[10]
- Sheaffer: An Illustrated History, www.blurb.com, 2011 (Martins J. P., Leite L. e Gagean A.)[11]
- Lógica e Raciocínio, Cadernos de Lógica e Computação Volume 6, College Publications, 2014 (Martins J.P.)[12]
- Programação em PYTHON: Introdução à Programação Utilizando Múltiplos Paradigmas, IST Press, 2015 (Martins J. P.) [13]